# جیمی اندرسون (بازیکن فوتبال، زاده ۱۹۱۳)
جیمی اندرسون (انگلیسی: Jimmy Anderson; ۲۵ ژوئیهٔ ۱۹۱۳ – ژانویه ۱۹۹۳ (۷۹ ساله)) بازیکن فوتبال اهل بریتانیا بود.
از باشگاه‌هایی که در آن بازی کرده‌است می‌توان به باشگاه فوتبال بلیث اسپارتانس، باشگاه فوتبال دارلینگتون، باشگاه فوتبال کارلایل یونایتد، باشگاه فوتبال ویگان اتلتیک و باشگاه فوتبال برنتفورد اشاره کرد.